# Paola Palma
Paola Palma (Caserta, 17 marzo 1969) è una paroliera e produttrice discografica  italiana.

## Biografia
Il suo maggior successo è da autrice, insieme a Massimo Luca, del brano Senza te o con te che vinse il Festival di Sanremo 1998 (sia nella sezione "Giovani" che in assoluto), cantato da Annalisa Minetti, e del brano jazz Amami per sempre presentato all'edizione 2007 del Festival dalla jazzista Amalia Gré, che nella serata dei duetti si esibì con Mario Biondi.
Palma è autrice di molti dei testi del primo album di Annalisa Minetti, Treno blu, che in Italia vende 50 000 copie dopo una sola settimana e che conquista il disco d'oro; ha inoltre scritto per molti altri artisti, tra cui Paolo Meneguzzi e Alexia.
Dal 2008 collabora nel gruppo di lavoro dell'architetto Salvador Perez Arroyo come consulente specialistico partecipando al progetto di realizzazione del teatro Il Maggiore di Verbania. Dal 2014 è consigliere nazionale di A.F.I. Associazione Fonografici Italiani.
Con Massimo Luca ha fondato nel 1996 ed è titolare della Smoking Production.